# Hymenasplenium hondoense
Hymenasplenium hondoense är en svartbräkenväxtart som först beskrevs av N. Murak. och Hatan., och fick sitt nu gällande namn av Nakaike. Hymenasplenium hondoense ingår i släktet Hymenasplenium och familjen Aspleniaceae. Inga underarter finns listade.